# کیرشنتومباخ
کیرشنتومباخ (به آلمانی: Kirchenthumbach) یک شهر در آلمان است که در Neustadt an der Waldnaab واقع شده‌است. کیرشنتومباخ ۳٬۳۴۶ نفر جمعیت دارد.